# 托夫卡奇夫卡
50°39′19″N 32°15′28″E / 50.65528°N 32.25778°E
托夫卡奇夫卡（烏克蘭語：Товкачівка）是位於烏克蘭北部切爾尼希夫州裏普里盧基區的村莊，始建於1629年，面積2.981平方公里，海拔高度121米，人口802。